# Aatish Lubah
Aatish Lubah (* 3. November 1995 in Rivière du Rempart) ist ein mauritischer Badmintonspieler.

## Karriere
Aatish Lubah wurde 2013 Juniorenafrikameister. Im gleichen Jahr gewann er auch bei den Erwachsenen Bronze. Bei den Mauritius International 2012 und 2013 belegte er Rang drei ebenso wie bei den Zambia International 2014. Die South Africa International 2013 konnte er für sich siegreich gestalten. 2014 startete er bei den Commonwealth Games. 2016 siegte er bei den Rose Hill International.